# Ericeia maxima
Ericeia maxima là một loài bướm đêm trong họ Erebidae.